# مسجد سانكاكتار هايريتين

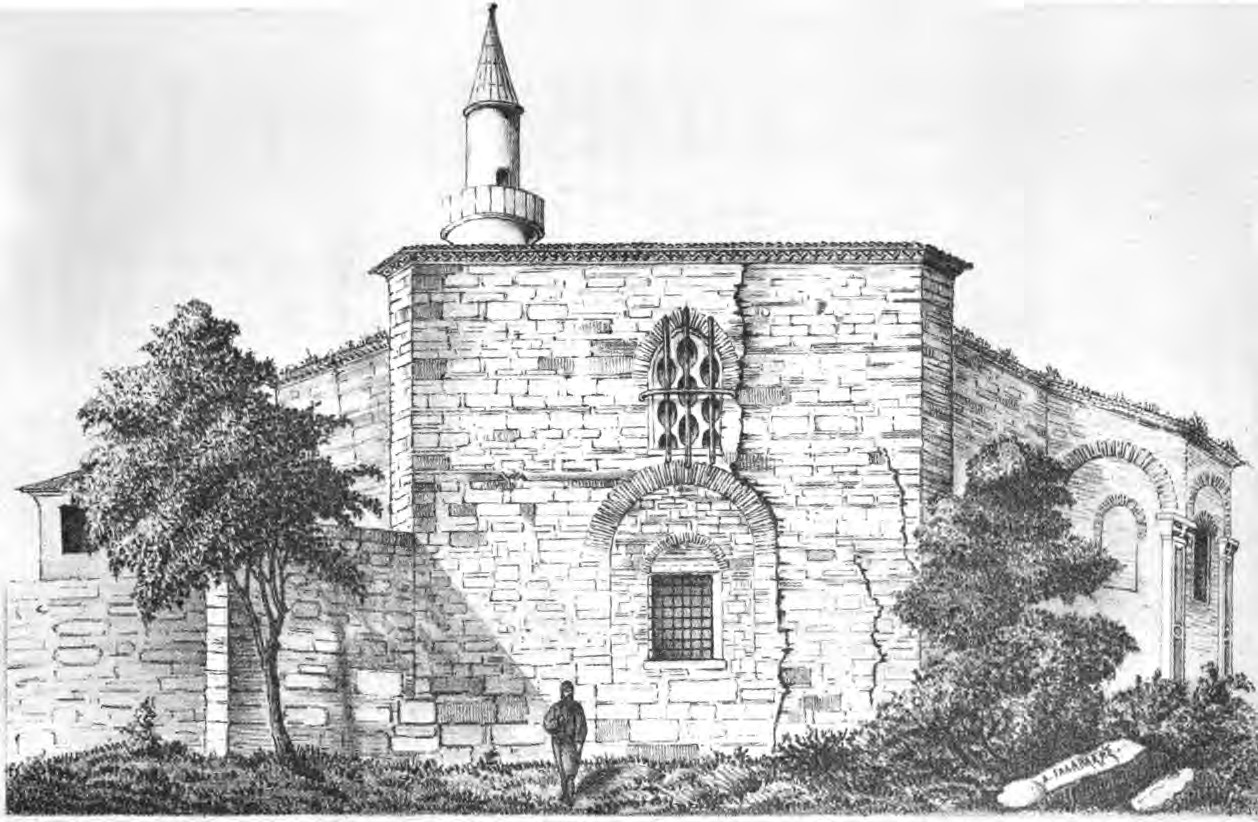
المسجد كما ظهر في سبعينيات القرن التاسع عشر.

مسجد سنجاكتار خير الدين هو المبنى الوحيد المتبقي من مجمع دير أرثوذكسي بيزنطي سابق تم تحويله إلى مسجد من قبل العثمانيين، يعد المبنى مثالًا بسيطًا للهندسة المعمارية القديمة.

## المذكرات والمراجع
- هذه المقالة مترجمة جزئيا أو كليا من مقالة  ويكيبيديا الإنجليزية معنونة (بالإنجليزية) «Sancaktar Hayrettin Mosque» (طالع قائمة المشاركين في التحرير)